# Voile aux Jeux olympiques d'été de 2012 – Star hommes
Pour un article plus général, voir Voile aux Jeux olympiques d'été de 2012.
Navigation
Pékin 2008
L'épreuve de star hommes des Jeux olympiques d'été de 2012 a lieu du 29 juillet au 5 août à Weymouth et Portland.

## Médaillés
| Or                              | Argent                                    | Bronze                            |
| Suède Fredrik Lööf Max Salminen | Grande-Bretagne Iain Percy Andrew Simpson | Brésil Robert Scheidt Bruno Prada |

## Qualification
Pour cette épreuve, les athlètes se sont qualifiés soit grâce aux championnats du monde 2011 qui attribuait 75 % des places ou à ceux de 2012 qui attribuait 25 % de places. Aussi, la Grande-Bretagne en tant que pays hôte est qualifiée pour toutes les épreuves.

## Format de la compétition
Cette épreuve comprend une série de régates. Des points sont attribués à chaque régate : un point pour l'équipe gagnante, deux points pour le bateau en deuxième position et ainsi de suite. Après les 10 premières régates, les points attribués à chaque équipe dans la course où elle a réalisé sa plus mauvaise performance sont retirés et les points restants sont additionnés. Les 10 équipes avec les meilleurs scores disputent la course pour la médaille dont les points comptent double : deux points pour la première place, quatre points pour la deuxième place et ainsi de suite. Le total des points obtenus à l’issue de la course de médaille détermine le classement, ainsi l'équipe ayant le score le plus bas est déclaré vainqueur.

## Calendrier
Toutes les heures sont en British Summer Time (UTC+1).
| Date                     | Temps   | Tour                    |
| ------------------------ | ------- | ----------------------- |
| Dimanche 29 juillet 2012 | 13 h 00 | Course 1 et 2           |
| Lundi 30 juillet 2012    | 13 h 00 | Course 3 et 4           |
| Mardi 31 juillet 2012    | 13 h 00 | Course 5 et 6           |
| Jeudi 2 août 2012        | 13 h 00 | Course 7 et 8           |
| Vendredi 3 août 2012     | 13 h 00 | Course 9 et 10          |
| Dimanche 5 août 2012     | 14 h 00 | Course pour la médaille |

## Équipes
| Pays             | Équipe                                         |
| ---------------- | ---------------------------------------------- |
| Brésil           | Robert Scheidt (S) Bruno Prada (E)             |
| Canada           | Richard Clarke (S) Tyler Bjorn (E)             |
| Croatie          | Marin Lovrović (S) Dan Lovrović (E)            |
| Danemark         | Michael Hestbaek (S) Claus Olesen (E)          |
| France           | Xavier Rohart (S) Pierre-Alexis Ponsot (E)     |
| Grande-Bretagne  | Iain Percy (S) Andrew Simpson (E)              |
| Allemagne        | Robert Stanjek (S) Frithjof Kleen (E)          |
| Grèce            | Aimilios Papathanasiou (S) Adonis Tsotras (E)  |
| Irlande          | Peter O'Leary (S) David Burrows (E)            |
| Norvège          | Eivind Melleby (S) Petter Morland Pedersen (E) |
| Nouvelle-Zélande | Hamish Pepper (S) Jim Turner (E)               |
| Pologne          | Mateusz Kusznierewicz (S) Dominik Zycki (E)    |
| Portugal         | Afonso Domingos (S) Frederico Melo (E)         |
| Suisse           | Flavio Marazzi (S) Enrico De Maria (E)         |
| Suède            | Fredrik Lööf (S) Max Salminen (E)              |
| États-Unis       | Mark Mendelblatt (S) Brian Fatih (E)           |

*S = Skipper, E = Équipier

## Résultats
| Rang                                | Noms (skipper en premier)                 | Nation           | Course | Course | Course | Course | Course | Course | Course | Course | Course | Course | Course | Points | Points |
| Rang                                | Noms (skipper en premier)                 | Nation           | 1      | 2      | 3      | 4      | 5      | 6      | 7      | 8      | 9      | 10     | CM     | Tot    | Net    |
| ----------------------------------- | ----------------------------------------- | ---------------- | ------ | ------ | ------ | ------ | ------ | ------ | ------ | ------ | ------ | ------ | ------ | ------ | ------ |
| Médaille d'or, Jeux olympiques      | Fredrik Lööf et Max Salminen              | Suède            | 10     | 4      | 4      | 1      | 5      | 3      | 4      | 1      | 2      | 6      | 2      | 42     | 32     |
| Médaille d'argent, Jeux olympiques  | Iain Percy et Andrew Simpson              | Grande-Bretagne  | 11     | 2      | 3      | 2      | 1      | 2      | 1      | 2      | 4      | 1      | 16     | 45     | 34     |
| Médaille de bronze, Jeux olympiques | Robert Scheidt et Bruno Prada             | Brésil           | 4      | 1      | 9      | 6      | 2      | 1      | 3      | 5      | 1      | 3      | 14     | 49     | 40     |
| 4                                   | Eivind Melleby et Petter Morland Pedersen | Norvège          | 7      | 5      | 2      | 4      | 16     | 11     | 8      | 4      | 7      | 5      | 10     | 79     | 63     |
| 5                                   | Hamish Pepper et Jim Turner               | Nouvelle-Zélande | 15     | 7      | 1      | 13     | 6      | 5      | 9      | 8      | 8      | 9      | 4      | 85     | 70     |
| 6                                   | Robert Stanjek et Frithjof Kleen          | Allemagne        | 6      | 9      | 8      | 7      | 4      | 6      | 17 BFD | 11     | 9      | 4      | 6      | 87     | 70     |
| 7                                   | Mark Mendelblatt et Brian Fatih           | États-Unis       | 5      | 14     | 5      | 3      | 8      | 9      | 5      | 10     | 3      | 11     | 12     | 85     | 71     |
| 8                                   | Mateusz Kusznierewicz et Dominik Życki    | Pologne          | 9      | 3      | 12     | 10     | 3      | 4      | 2      | 9      | 13     | 2      | 18     | 85     | 72     |
| 9                                   | Xavier Rohart et Pierre-Alexis Ponsot     | France           | 1      | 13     | 10     | 11     | 12     | 14     | 11     | 6      | 6      | 8      | 8      | 100    | 86     |
| 10                                  | Peter O'Leary et David Burrows            | Irlande          | 2      | 6      | 14     | 5      | 11     | 12     | 17 DSQ | 7      | 11     | 7      | 20     | 112    | 95     |
| 11                                  | Michael Hestbaek et Claus Olesen          | Danemark         | 12     | 11     | 13     | 14     | 13     | 7      | 6      | 3      | 14     | 10     | *      | 103    | 89     |
| 12                                  | Richard Clarke et Tyler Bjorn             | Canada           | 16     | 10     | 6      | 8      | 10     | 17 OCS | 13     | 12     | 5      | 13     | *      | 110    | 93     |
| 13                                  | Flavio Marazzi et Enrico De Maria         | Suisse           | 13     | 8      | 11     | 9      | 15     | 8      | 11     | 13     | 15     | 16     | *      | 118    | 102    |
| 14                                  | Aimilios Papathanasiou et Adonis Tsotras  | Grèce            | 3      | 16     | 7      | 12     | 7      | 15     | 17 BFD | 16     | 17 OCS | 12     | *      | 123    | 106    |
| 15                                  | Afonso Domingos et Frederico Melo         | Portugal         | 14     | 15     | 15     | 16     | 9      | 10     | 7      | 14     | 10     | 14     | *      | 124    | 108    |
| 16                                  | Marin Lovrović et Dan Lovrović            | Croatie          | 8      | 12     | 16     | 15     | 14     | 13     | 12     | 15     | 12     | 15     | *      | 132    | 116    |

- (*) Seuls les 10 premiers participent à la course à la médaille.